# Autostrada A17 (Holandia)
Autostrada A17 (nl. Rijksweg 17) - autostrada w Holandii przebiegająca południkowo od węzła De Stok - A58, przez węzeł Noordhoek odkąd przebiega wspólnie z autostradą A59. Kończy się na węźle Klaverpolder krzyżując się z autostradami A16 i A59.